# Haloguignardia cystoseirae
Haloguignardia cystoseirae är en svampart som beskrevs av Kohlm. & Demoulin 1981. Haloguignardia cystoseirae ingår i släktet Haloguignardia, ordningen Lulworthiales, klassen Sordariomycetes, divisionen sporsäcksvampar och riket svampar.   Inga underarter finns listade i Catalogue of Life.